# Ekonomia neoklasyczna
Ekonomia neoklasyczna – pojęcie, pod którym rozumie się całą grupę teorii ekonomicznych wywodzących się z drugiej połowy XIX wieku, opierających się na stworzonej przez Adama Smitha ekonomii klasycznej. Najważniejszym założeniem ekonomii neoklasycznej jest dążenie rynków do równowagi.
Ekonomia neoklasyczna była dominującą teorią ekonomiczną do lat 30. XX wieku, kiedy to została wyparta przez keynesizm.

## Założenia
Teoria neoklasyczna wychodzi z założenia, że wszystkie podmioty gospodarcze zachowują się w sposób racjonalny. Mówi się przy tym o homo economicus.
Modele neoklasyczne zakładają:
- istnienie konkurencji doskonałej,
- istnienie mechanizmu rynkowego, dzięki któremu występuje w gospodarce swobodne kształtowanie się popytu i podaży, niezakłócone interwencjonizmem państwowym, a więc liberalizm gospodarczy, który sprowadza rolę państwa w gospodarce do minimum,
- prawo rynków Saya, teoria, która opowiada się za stwierdzeniem, że w długim okresie wszystko co zostanie zaoferowane przez producentów zostanie sprzedane i skonsumowane przez konsumentów, występuje tu pełne wykorzystanie czynników produkcji[2],
- ilościową teorię pieniądza – w długim okresie pieniądz jest neutralny, a więc nie wpływa na pobudzenie sektora realnego; jeżeli podaż pieniądza zostanie zwiększona wzrośnie jego nominalna ilość, a więc inflacja.